# Dominika Grabowska
Dominika Grabowska (* 26. Dezember 1998 in Pruszków) ist eine polnische Fußballspielerin und seit 2015 A-Nationalspielerin.

## Karriere

### Vereine
Grabowska begann bei dem in ihrem Geburtsort ansässigen Verein Znicz Pruszków mit dem Fußballspielen. Im weiteren Verlauf und bis ins Jahr 2014 war sie für den MUKS Praga Warszawa aktiv, bevor sie im Alter von 15 Jahren vom Klub Środowiskowy Akademicki Związek Sportowy Wrocław verpflichtet wurde und bis zum Saisonende 2016/17 in der Ekstraliga Kobiet, die höchste Spielklasse im polnischen Fußball, zu Einsätzen im Seniorinnenbereich kam und 20 Tore erzielte.
Von 2017 bis 2020 spielte sie für den Ligakonkurrenten Górnik Łęczna und erzielte 19 Tore. Der in ihrer Premierensaison in der Vorrunde errungene erste Platz (von 12 Mannschaften) wurde in der sich anschließenden Meisterrunde verteidigt, gleichbedeutend mit der Polnischen Meisterschaft; diese wurde am Saisonende 2018/19 und 2019/20 erneut errungen. In ihrer letzten Saison gewann sie mit ihrer Mannschaft auch das am 27. Juni 2020 in Warschau ausgetragene und mit 1:0 gewonnene Pokalfinale gegen den Kolejowy Klub Sportowy Czarni Sosnowiec. 
Nach Frankreich gelangt, spielte sie von 2020 bis 2024 für den Erstligisten FC Fleury. Ihr Pflichtspieldebüt am 12. September 2020 (2. Spieltag) beim 3:1-Sieg im Auswärtsspiel gegen die Frauenfußballabteilung des Le Havre AC krönte sie sogleich mit ihrem ersten Tor, dem Treffer zum Endstand in der 90. Minute. Ihr 65. Punktspiel bestritt sie am 8. Mai 2024 (22. Spieltag) bei der 2:3-Niederlage im Heimspiel gegen den HSC Montpellier. Vier Tage zuvor gehörte sie der Mannschaft an, die das Finale um den nationalen Vereinspokal mit 0:1 gegen Paris Saint-Germain im Stade de la Mosson in Montpellier verlor.
Am 26. Juni 2024 wurde ihre Verpflichtung zur Saison 2024/25 auf der Website des Bundesligisten TSG 1899 Hoffenheim öffentlich.

### Nationalmannschaft
Nachdem sie zuvor in den Nachwuchsnationalmannschaften des PZPN in den Altersklassen U17 und U19 ihre ersten Länderspielerfahrungen sammeln konnte, debütierte sie in der A-Nationalmannschaft am 22. Oktober 2015 in Tychy im zweiten Spiel der EM-Qualifikationsgruppe 4 beim 2:0-Sieg über die Nationalmannschaft der Slowakei; dabei gelang ihr mit dem Treffer zum Endstand in der 63. Minute ihr erstes A-Länderspieltor – drei Minuten nach ihrer Einwechslung für Ewelina Kamczyk. Am 7. April 2022 bestritt sie im Stadion Miejski in Gdynia im siebten Spiel der WM-Qualifikationsgruppe F beim 12:0-Sieg über die Nationalmannschaft Armeniens ihr 60. A-Länderspiel.

## Erfolge
Nationalmannschaft
- Algarve-Cup-Finalist 2019
- Zypern-Cup-Finalist 2016

Górnik Łęczna
- Polnischer Meister 2018, 2019, 2020
- Polnischer Pokalsieger 2020

FC Fleury
- Finalist Coupe de France féminine 2024